# Carolyn Lawrence
Carolyn Lawrence (ur. 13 lutego 1967 w Baltimore, Maryland) – amerykańska aktorka filmowa i dubbingowa.

## Życie prywatne i kariera
Carolyn Lawrence urodziła się w Baltimore w stanie Maryland. Najbardziej znana jako głos Sandy Pysii z serialu animowanego SpongeBob Kanciastoporty, Cindy Vortex z serialu animowanego Jimmy Neutron: mały geniusz oraz Orela Puppingtona z serialu animowanego Moral Orel. Lawrence użyczyła głosu Ashley Graham w grze Resident Evil 4.

## Wybrana filmografia

### Filmy i seriale
- 1990: Skrzydła jako May
- 1994: Dziewczyna z komputera jako Dasha
- 1995: Karolina w mieście jako pielęgniarka
- 2003: Anonimowi krwiopijcy jako Penelope
- 2004: Party Wagon jako Omery Sue

i inne

### Dubbing
- od 1999: SpongeBob Kanciastoporty – Sandy Pysia
- 2002–2006: Jimmy Neutron: mały geniusz – Cindy Vortex
- 2004: Moral Orel – Orel Puppington
- 2005: Resident Evil 4 – Ashley Graham
- 2009: Schłodzony jubileusz – Sandy Pysia
- 2012: Resident Evil: Potępienie – Ashley Graham
- 2014: The SpongeBob SquarePants Movie 2 – Sandy Pysia[1]

i inne